# Level-5 Vision
Le Level-5 Vision est le nom du salon annuel de l'éditeur japonais Level-5, généralement l'occasion de plusieurs annonces pour ses projets. Sa première édition a eu lieu en août 2007, année où Level-5 a gagné son statut d'éditeur avec Professeur Layton et l'Étrange village. Bien que cette société soit célèbre comme étant depuis Dragon Quest VIII le développeur de la série fétiche de Square Enix et ait développé plusieurs projets comme Dark Cloud, Rogue Galaxy ou White Knight Chronicles pour Sony, cet évènement n'aborde pas ces projets et se concentre exclusivement sur les jeux que Level-5 sort en tant qu'éditeur et non seulement développeur.
La date n'est pas fixe, mais l'évènement a généralement lieu en fin d'été, quelques semaines ou quelques jours avant le Tokyo Game Show.

## Première édition:2007
Date : le 29 août 2007
Annonce
- Inazuma Eleven

Autre projets présenté
- Professeur Layton et la Boîte de Pandore

## Deuxième édition:2008
Date : le 26 septembre 2008
Annonces
- Un épisode inédit sur téléphone portable de la série Professeur Layton
- Un film adapté de la série Professeur Layton
- Un label de jeux de réflexion : Atamania
  - La première série Atamania : Akira Tago's Brain Exercise
  - La deuxième série : Sloane & MacHale's Mysterious Story
- Inazuma Eleven 2
- Little Battlers Experience
- Ni no Kuni: The Another World
- Ushiro
- La plate-forme de distribution ROID

Autres projets présentés
- Professeur Layton et le Destin perdu
- Inazuma Eleven Breaks
- La série animée Inazuma Eleven

## Troisième édition:2009
Date : le 25 août 2009
Annonces
- Le mode de jeu inédit London Tales dans Professeur Layton et l'Appel du Spectre
- Fantasy Life
- Deux nouveaux épisodes de la série Akira Tago's Brain Exercise du label Atamania
- Une nouvelle série du label Atamania : Mystery Room
- Trois nouveaux jeux sur téléphone portable : Inazuma Eleven Futur ainsi que des épisodes dérivés de Ni no Kuni et Little Battlers Experience

Autres projets présentés
- Sloane & MacHale's Mysterious Story 2
- Ni no Kuni: The Another World
- Professeur Layton et l'Appel du Spectre
- Inazuma Eleven 2
- Little Battlers Experience
- Le film de la série Professeur Layton

Ushiro et Inazuma Eleven Breaks n'ont pas été présentés, mais Level-5 a confirmé que les projets étaient toujours en développement, simplement repoussés à 2010 et absent de l'évènement en raison de leur trop faible avancement.

## Septième édition:2024
Titre : To The World's Children (Aux enfants du monde)
Date : le 24 septembre 2024
Annonces :
- Inazuma Eleven : Victory Road
- Film Inazuma Eleven
- DECAPOLICE
- FANTASY LIFE i : La voleuse de temps
- Holy Horror Mansion - Jeu "concept" inspiré de la série Yo-kai Watch
- Professeur Layton et le Nouveau Monde à vapeur
- Megaton Musashi